# ماکیکو فوروکاوا
ماکیکو فوروکاوا (انگلیسی: Makiko Furukawa؛ زادهٔ ۲۲ ژانویهٔ ۱۹۴۷) بازیکن والیبال اهل ژاپن است.